# Robert Amirian
Robert Amirian (ur. 26 września 1972 w Warszawie) – polski producent muzyczny, kompozytor, autor tekstów, realizator nagrań, promotor, oraz twórca programów telewizyjnych, scenarzysta i wykładowca akademicki pochodzenia ormiańskiego.
Założyciel wytwórni płytowych Nextpop i Innersong.
Wokalista zespołów Collage (1992–2003) i Satellite (2000–2009). Muzycznie współpracował z wykonawcami, takimi jak m.in. Fismoll, Anna Maria Jopek, Anita Lipnicka, Kasia Kowalska, Kari, Poluzjanci, BOKKA, Oly., Piotr Lisiecki, Baasch, Kayah, Kuba Badach, Kari Amirian, Czesław Niemen, Deus Meus, Edyta Górniak, Grzegorz Markowski, Martyna Jakubowicz, Maryla Rodowicz, Mietek Szcześniak, Natalia Kukulska, Piotr Żaczek, Renata Dąbkowska, Ryszard Rynkowski, TGD, Varius Manx, Halina Mlynkova i Maciej Dobrowolski.

## Życiorys

### Wczesne lata
Urodził się i wychował w Warszawie jako syn Polki i Ormianina. Jego babka ze strony ojca była Rosjanką. Uczęszczał do warszawskiej Szkoły Podstawowej nr 278 im. Sandro Pertiniego i Szkoły Podstawowej nr 307 im. Króla Jana III Sobieskiego. Jako 10-latek mówiący w trzech językach, nagrywał dubbingi filmowe w reżyserii Zofii Dybowskiej-Aleksandrowicz. Należał do drużyny zuchowej i harcerskiej 148WDHiZ im. Szarych Szeregów. Jako nastolatek chciał być dziennikarzem muzycznym, pisarzem albo prowadzić własną wytwórnię płytową. Od szkoły podstawowej występował w warszawskich zespołach thrashmetalowych – Curse Ritual, Vengence i Genoside. W latach 1988–1992 był uczniem warszawskiego XV Liceum Ogólnokształcącego z Oddziałami Dwujęzycznymi im. Narcyzy Żmichowskiej. Naukę kontynuował w Florence Nightingale Middle School w Los Angeles, Glendale Community College i UCLA w Los Angeles.

### Kariera
W latach 1992–2003 był wokalistą, kompozytorem i autorem tekstów zespołu art rockowego Collage, z którym w 1994 nagrał płytę Moonshine dla holenderskiej wytwórni SI Music w Holandii. Zespół koncertował wielokrotnie w Polsce i za granicą, m.in. w: Holandii, Niemczech, Stanach Zjednoczonych, Meksyku, Brazylii, Japonii i Rosji.
Zdobył Fryderyka za kompozycję „A to, co mam…” (1995) w wykonaniu Kasi Kowalskiej i z jej tekstem. Piosenka ta wygrała także festiwal sopocki.
Inna piosenka jego autorstwa, „Chcę znać swój grzech...” (1996), również nagrana przez Kowalską, reprezentowała Polskę w 41. Konkursie Piosenki Eurowizji.
W 1996 ukazał się jego solowy album Bardzo niebieskie migdały, który promował singel „Sen nocy letniej” w duecie z Kayah.
Tworzył muzykę i koncertował też z wykonawcami takimi jak np.: Varius Manx, Kasia Kowalska, Anna Maria Jopek, Martyna Jakubowicz, bracia Pospieszalscy, Mietek Szcześniak, Kuba Badach, TGD, Anita Lipnicka czy Satellite. Był kilkakrotnie nominowany do Nagrody Muzycznej „Fryderyk” w kategoriach „wokalista” i „kompozytor”.
Jest autorem tekstów piosenek dla wielu polskich wykonawców, takich jak m.in.: Kasia Kowalska (Gemini), Fismoll, Anna Maria Jopek, Poluzjanci, Ani Szarmach, Piotr Żaczek, Kari Amirian (Daddy Says I’m Special), Piotr Lisiecki czy Varius Manx (Emu, Elf, The New Shape). Jest też autorem i producentem opraw muzycznych programów i stacji telewizyjnych (TVP, TVN, Polsat i TV4), filmowych (Clockwise, Film pod strasznym tytułem, Pamiętnik, Etiuda 2001) i radiowych (m.in. Radio Plus).
Nagrywał i występował z chórami TGD i Deus Meus. W 1999 nagrał utwór „Osiem błogosławieństw” wraz z Czesławem Niemenem, Ryszardem Rynkowskim, Anną Marią Jopek, Natalią Kukulską i Mietkiem Szcześniakiem, który został wykonany na żywo w Krakowie dla Papieża Jana Pawła II podczas pielgrzymki.
Pod koniec lat 90. i ponownie w 2006 napisał i wyprodukował piosenkę dla Fundacji Polsat „Wystarczy chcieć” w wykonaniu Kayah, Edyty Górniak, Maryli Rodowicz, Grzegorza Markowskiego, Natalii Kukulskiej i Mietka Szcześniaka. W 2000 został wokalistą zespołu Satellite. W latach 2003–2008 pracował w TVN jako główny producent kreatywny, kreując formaty telewizyjne. Po 2008 prowadził firmy produkcyjne Too Funky Productions i studia produkcji i postprodukcji dźwięku Sound Tropez w warszawskim Wilanowie, które następnie weszły w skład Roboto.
W 2010 był jurorem programu Disney Channel My Camp Rock z Reni Jusis i Adamem Sztabą.
Wielokrotnie reprezentował Polskę jako panelista i wydawca/promotor na konferencjach i festiwalach muzycznych, m.in.: The Great Escape (Anglia), Eurosonic (Holandia), Reeperbahn (Niemcy) czy Nouvelle Prague (Czechy).
Od 2011 roku prowadzi wytwórnie płytowe Nextpop Songwriters’ Label i Innersong Artists’ Label, których misją jest nagrywanie, wydawanie i promowanie polskich singer/songwriterów, głównie debiutantów, a także promowanie ich i organizowanie ich koncertów w Polsce i za granicą. Na początku 2014 wydawnictwo weszło w skład grupy kreatywnej Music&Sons, założonej przez Amiriana i wieloletniego dyrektora sprzedaży EMI Music - Jarosława Ferka. Wyprodukowana przez Amiriana płyta Fismolla pt. At Glade uzyskała status złotej płyty.
W 2018 roku wycofał się z koncertowania i skupił się na produkcji muzycznej, tworzeniu formatów telewizyjnych i scenariuszy, produkcji opraw telewizyjnych m.in. HGTV, TVN Style i muzyki reklamowej. Od 2019 jest wykładowcą Warszawskiej Szkoły Filmowej Macieja Ślesickiego i Bogusława Lindy na kierunku Produkcja Muzyczna.

## Życie prywatne
Był żonaty z Karoliną Amirian.

## Film i TV
jako kompozytor, aranżer, producent, realizator lub artysta
- oprawa muzyczna TVP
- oprawa muzyczna TV Polonia
- oprawa muzyczna TV4
- "Big Brother" (Endemol, TVN)
- "Jestem jaki jestem" (Endemol, TVN)
- "Zostań gwiazdą" (Endemol, TVN)
- "Wielka niespodzianka Klaudiusza" (Endemol, TVN)
- "Supertalent" (Intergalactic, TVP)
- "Wielki poker" (Endemol, TVN)
- "Film pod bardzo strasznym tytułem" (TVP)
- "Z pamiętnika Myszki Walewskiej" (Polsat)
- "Fly My Deer" (TVN)
- 2011: "Clockwise" - movie sountrack (KeepMoving)
- 2017: "Tarapaty" (Koi Studio)
- 2018: "Narzeczony na niby" (TFP, Polsat)
- 2019: "One Summer Afternoon" – Letnie popołudnie (Youssef Ouarrak)
- 2020: "Uzdrowisko" (Endemol/TVP)
- 2020: "Soul" – Co w duszy gra (Disney) jako Kędzior (dubbing)
- 2022: "Za duży na bajki" (Pokromski Studio/Netflix)

## Dyskografia
- 1992: Genoside – Flood and Field
- 1993: Varius Manx – The New Shape
- 1993: Collage – Nine Songs of John Lennon
- 1994: Varius Manx – Emu
- 1994: Kasia Kowalska – Gemini
- 1994: Collage – Moonshine
- 1995: Varius Manx – Elf
- 1995: Kasia Kowalska – Koncert inaczej
- 1995: Collage – Changes
- 1996: Robert Amirian – Bardzo niebieskie migdały
- 1996: Collage – Safe
- 1998: Anna Maria Jopek – Ale jestem
- 1998: Trzecia Godzina Dnia – Hosanna
- 1999: Anna Maria Jopek – Jasnosłyszenie
- 2000: Mieczysław Szcześniak – Raduj się świecie
- 2000: Anna Maria Jopek – Live
- 2001: Deus Meus – Jahwe
- 2001: Renata Dąbkowska – Jedna na cały świat
- 2002: Anita Lipnicka – Moje oczy są zielone
- 2003: RMF FM Moja i Twoja muzyka
- 2003: Satellite - "A Street Between Sunrise And Sunset" (Metal Mind)
- 2006: Misterium Verbi – W nawiasach (nielegal)
- 2006: Fundacja Polsat dzieciom – Wystarczy chcieć
- 2006: Satellite - "Evening Games" (Metal Mind)
- 2007: Satellite -  "Into the Night" (Metal Mind)
- 2009: Szukamy stajenki (Too Funky)
- 2009: Satellite - "Nostalgia" (Metal Mind)
- 2010: Kamila Kraus – Brajlem
- 2011: Piotr Lisiecki – Rules Changed Up (EMI)
- 2011: Halina Mlynkova – Etnoteka (Mystic)
- 2011: Anna Dereszowska & Bisquit – Już nie zapomnisz mnie (EMI)
- 2011: "Clockwise" - movie sountrack (KeepMoving)
- 2012: Kari Amirian – Daddy Says I’m Special (Nextpop)
- 2012: Ygor Przebindowski – „Powidoki” (Polskie Radio)
- 2012: Fisheclectic – „Wejdź” (W Wyłomie)
- 2013: Fismoll – „At Glade” (Nextpop)
- 2013: Kari – „Wounds And Bruises” (Nextpop)
- 2014: "Tunnel Vision: Slow Burning vol.1" (Nextpop)
- 2014: Lari Lu "11" (Innersong)
- 2015: Fisheclectic – „Biorę Ciebie” (W Wyłomie)
- 2015: Fismoll - "Box Of Feathers" (Nextpop)
- 2016: Milky Wishlake "Wait For Us" (Nextpop)
- 2016: Fismoll - "Abandoned Stories" (Nextpop)
- 2017: Kari - "I Am Fine" (Nextpop)
- 2017: Superhuman Like Brando "Burn Burn Burn" (Nextpop)
- 2017: SALK "Matronika" (Nextpop)
- 2018: Oly. - "Rzeczy których nie mówię kiedy jestem dorosła" (Nextpop)
- 2022: Julia Wieniawa "Omamy" (Kayax)

### Płyty solowe
- 1997: Bardzo niebieskie migdały (Universal)

### Collage
- 1993: Nine Songs of John Lennon
- 1994: Moonshine (SI Music/Metal Mind Records/SI Music/Roadrunner/Apollon/ Ji Gu Records/Roadrunner)
- 1995: Changes (Ars Mundi)
- 1996: Safe (Ars Mundi)

### Kompilacje
- Wśród nocnej ciszy...
- Najkrótsza kolęda Roberta Amiriana – śpiew
- Pinacolada – Sny nocy letniej (duet z Kayah)
- TVP1 – Święta, Święta (z Andrzejem Krzywym i Beatą Bednarz)
- RMF FM – Moja i Twoja muzyka
- RAM Café 3 Lounge & Chillout – In Space (duet Kari Amirian i Royksopp)
- RAM Café 6 Lounge & Chillout – My Favourite Part – Kari Amirian